# Cauterize
I Cauterize sono stati un gruppo pop punk canadese formatosi nel 2003 ad Oshawa, Ontario, e scioltosi nel 2007.

## Formazione
- Jesse Smith - voce, chitarra ritmica
- Chuck Coles - chitarra solista
- Josh Slater - chitarra ritmica, voce secondaria
- Jason Bone - basso, voce secondaria
- Matt Worobec - batteria

## Discografia

### Album in studio
- 2003 - So Far From Real
- 2005 - Paper Wings
- 2007 - Disguises

### EP
- 2007 - Unmasked

### Singoli
- 2003 - Something Beautiful
- 2003 - Killing Me
- 2004 - Choke
- 2007 - Closer
- 2007 - Minor Key Symphony